# Aspilus lamottei
Aspilus lamottei är en skalbaggsart som beskrevs av Ruter 1954. Aspilus lamottei ingår i släktet Aspilus och familjen Cetoniidae. Inga underarter finns listade.